# Friedrich Lichtenauer (Mediziner)

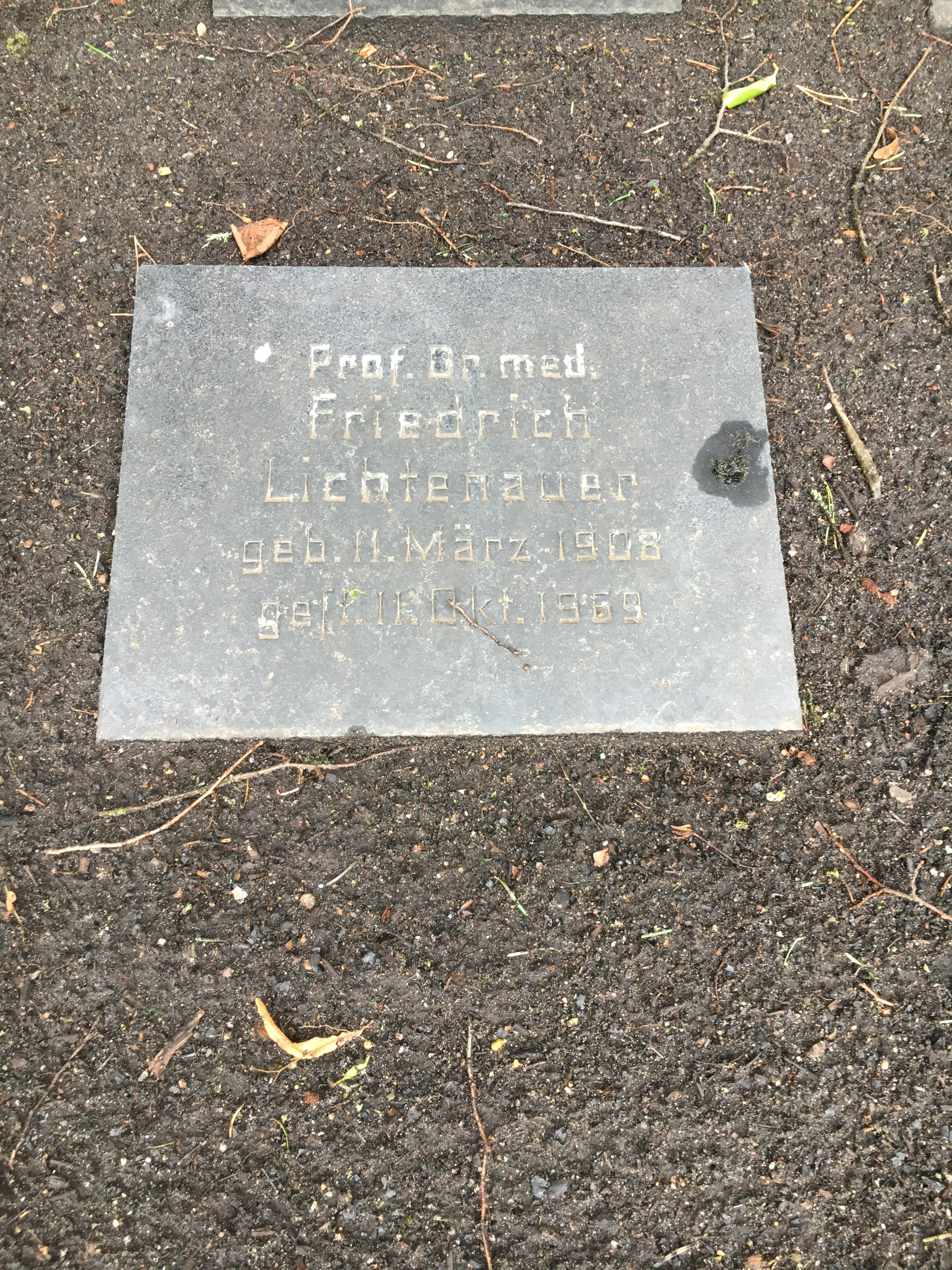
Kissenstein für Friedrich Lichtenauer auf dem Friedhof Ohlsdorf

Friedrich Lichtenauer (* 11. März 1908 in Stettin; † 11. Oktober 1969 in Andeer) war ein deutscher Chirurg.

## Leben

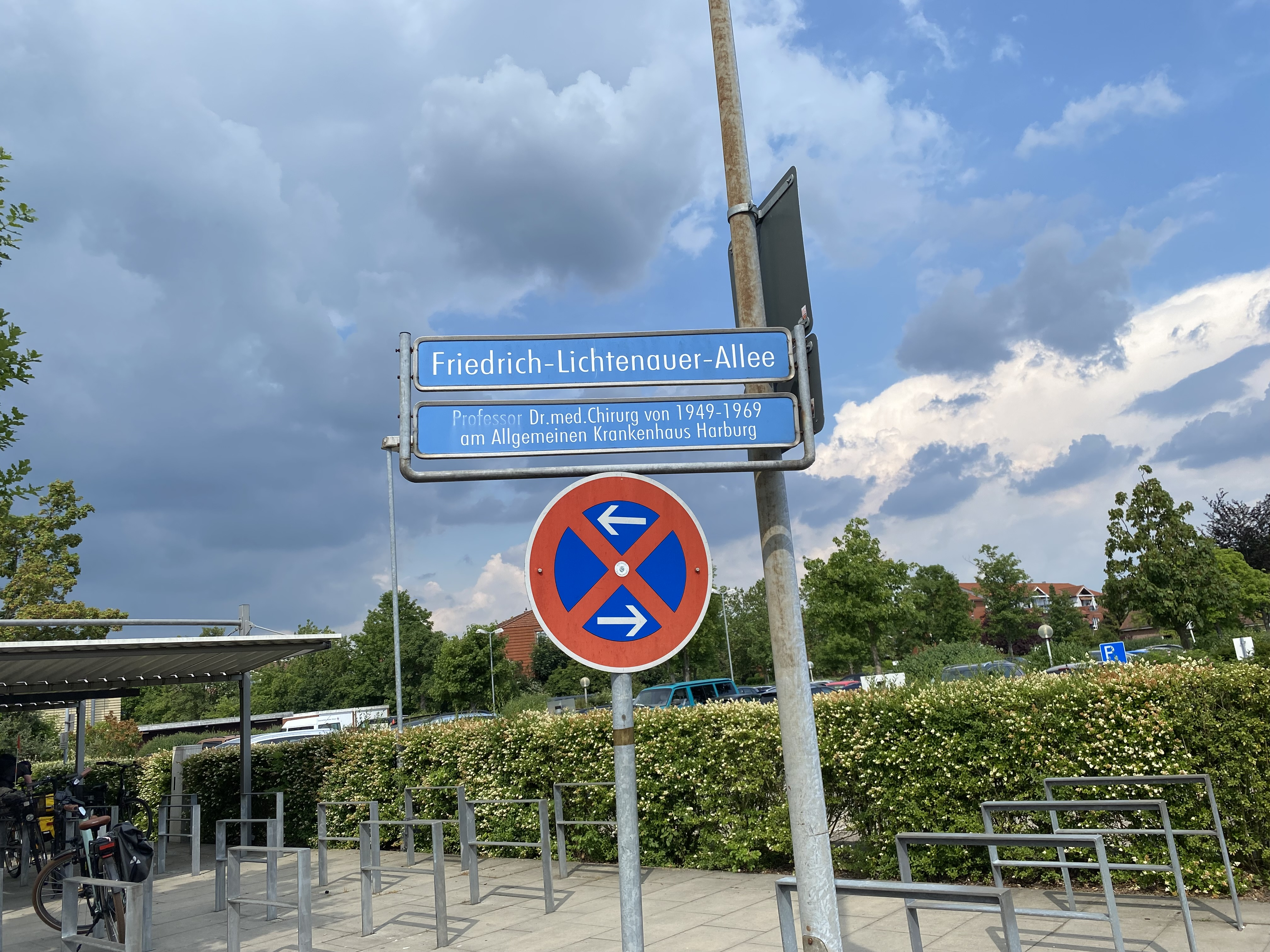
Straßenschild am Krankenhaus Winsen

Friedrich Lichtenauer wurde als Sohn von Kurt und Leonore Lichtenauer geboren. Sein Vater arbeitete als Chirurg und Chefarzt am Stettiner Diakonissen- und Krankenhaus Bethanien. Lichtenauer besuchte von 1914 bis 1926 das dortige Marienstiftsgymnasium und studierte ab 1927 Medizin in Lausanne, München, Rostock und Berlin. Seit dem Wintersemester 1927/28 war er Mitglied der Münchener Burschenschaft Cimbria. In München bestand er Anfang Januar 1933 das medizinische Staatsexamen und war dort zunächst als Medizinalpraktikant an der gynäkologischen Poliklinik tätig, ehe er ab dem 1. April eine Stelle als Volontärarzt am Pathologischen Institut der Universität Hamburg und dem Allgemeinen Krankenhaus Barmbek antrat. Zum 1. April 1934 wechselte Lichtenauer als Assistenzarzt nach Lübeck. Im gleichen Jahr promovierte er in Hamburg mit Chirurgie der arteriellen Embolie. Von Oktober 1936 bis Oktober 1942 wirkte er wiederum als Assistenzarzt an der Chirurgischen Universitätsklinik Rostock. Zum 1. November 1942 kehrte Lichtenauer als Chefarzt des Diakonissen- und Krankenhauses Bethanien, inzwischen von seinem Vater als Direktor geleitet, in seine Geburtsstadt zurück.
Gegen Kriegsende floh Lichtenauer nach Hamburg und übernahm dort die Leitung des Chirurgischen Hilfskrankenhauses im Stadtteil Blankenese. Mit der Schrift Experimentelle Untersuchungen zur Kenntnis der Nierenbecken- und Harnleitererweiterung wurde er 1948 an der Universität Hamburg habilitiert, im darauffolgenden Jahr übernahm er den Posten des Chefarztes in der Chirurgie des Allgemeinen Krankenhauses Harburg, den er bis zu seinem Tod innehatte.
Von 1958 bis 1963 fungierte Lichtenauer als Vorsitzender der Vereinigung Nordwestdeutscher Chirurgen, von 1964 bis 1967 war er Präsidiumsmitglied der Deutschen Gesellschaft für Chirurgie. Noch im Frühjahr 1969 zum stellvertretenden Ärztlichen Direktor des AK Harburg ernannt, verstarb Lichtenauer während einer Urlaubsreise in der Schweiz bei einem Verkehrsunfall. Beigesetzt wurde er in der Familiengrabstätte auf dem Friedhof Ohlsdorf im Planquadrat X 33 direkt an der Ida-Ehre-Allee. 1973 wurde der Lichtenauerweg im Hamburger Stadtteil Eißendorf nach ihm benannt. Auf dem Gelände des Krankenhauses Winsen erinnert die inoffizielle Friedrich-Lichtenauer-Allee an den Chirurgen.

## Zeit des Nationalsozialismus
Seit 1934 gehörte Friedrich Lichtenauer dem Nationalsozialistischen Kraftfahrkorps im Rang eines Sanitätsobertruppführers an. Ab 1935 war er darüber hinaus Mitglied der Nationalsozialistischen Volkswohlfahrt, ab 1937 des Nationalsozialistischen Deutschen Ärztebundes, des Nationalsozialistischen Altherrenbundes und der Reichsdozentenschaft. Am 20. Juli 1937 beantragte Lichtenauer die Aufnahme in die NSDAP und wurde rückwirkend zum 1. Mai 1937 desselben Jahres aufgenommen (Mitgliedsnummer 5.083.488).
Eine Beschuldigung Lichtenauers im August 1939 durch den Berufskollegen Heinrich Gißel, er, Lichtenauer, habe eine „ehrenrührige Handlung begangen und den Bestrebungen der Partei zuwidergehandelt“, endete im Juni 1940 mit der Einstellung des Verfahrens. Von 1939 bis 1941 leistete Lichtenauer Wehrdienst als Sanitätsoffizier, im Dezember 1940 wurde er mit dem Kriegsverdienstkreuz II. Klasse ausgezeichnet. Aus dem Entnazifizierungsverfahren ging Lichtenauer dank umfangreicher Fürsprache von Bekannten als unbelastet hervor. So sollen auf seine Bemühungen hin vier niederländische Medizinstudenten aus dem Durchgangslager Amersfoort entlassen worden sein, außerdem habe er im Stettiner Krankenhaus entgegen bestehender Anweisungen polnische und russische Bürger behandelt.